# Timeworks Publisher
 (mars 2016).
Si vous disposez d'ouvrages ou d'articles de référence ou si vous connaissez des sites web de qualité traitant du thème abordé ici, merci de compléter l'article en donnant les références utiles à sa vérifiabilité et en les liant à la section « Notes et références ».
Timeworks Publisher était un logiciel de publication assistée par ordinateur (PAO) produit par GST Software (en) au Royaume-Uni.
Il fut le premier logiciel de PAO abordable. Il était un clone de Ventura, mais il était possible de le faire tourner sur un ordinateur sans disque dur.

## Timeworks Desktop Publisher
La version Atari fonctionnant sous TOS est basée sur la couche GDOS du GEM. Il était possible de le faire tourner avec peu de ressources bien qu'un disque dur et 2 Mo de mémoire vive fussent recommandés.
Sur IBM PC, Timeworks Publisher tournait sous l'environnement graphique GEM (fourni avec le programme). Les versions ultérieures tournaient sur Microsoft Windows.
La version 2 inclut un éditeur WYSIWYG, le contrôle manuel de crénage, un plus grand nombre de formats d'importation de texte et de graphiques et un plus grand nombre de fontes.

## Publish-It!
Aux États-Unis, Timeworks Inc. a commercialisé le programme sous le nom de Publish-It! . Sorti en 1988, il y avait des versions disponibles pour IBM PC (sous l'environnement GEM), Apple Macintosh et Apple II (IIe ou mieux).

## DESKpres
DESKpress était une version destinée au marché des entreprises et International Press édita plus tard sur CD une version multilingue pour Windows.

## Versions
- 1987 - Timeworks Publisher (IBM PC, Atari ST)
- 1987 - Publish-It! (Apple II)[1]
- 1992 - Timeworks Publisher 2 (IBM PC, Atari ST)
- 1992 - Publish-It! Easy 2.1 (Macintosh)